# Diecéze ełcská
Diecéze ełcská (latinsky Dioecesis Liccanensis, polsky Diecezja ełcka) je  římskokatolická diecéze v Polsku, se sídlem v Ełku, kde se nachází katedrála sv. Vojtěcha. Je součástí varmijské církevní provincie, je tudíž sufragánní vůči varmijské arcidiecézi. 

## Stručná historie
V rámci reorganizace polské diecézní struktury papež Jan Pavel II. vydal dne 25. března 1992 bulu Totus Tuus Poloniae populus, kterou mj. zřídil diecézi ełcskou jako sufragánní vůči varmijské arcidiecézi. Pod její správu se dostala oblast částí diecézí varmijské a lomžanské.